# El tiempo de las conquistas
El tiempo de las conquistas es un bimestral francés publicado desde 1999 por el Movimiento de los Jóvenes Socialistas.
Diigido a todos los adherentes del MJS y a sus abonados, analiza la actualidad nacional e internacional, y dedica una larga parte de su interior a una temática en cada edición.
Su director de publicación es Antoine Détourné, presidente del MJS.